# Baltschieder
Baltschieder je obec v německy mluvící části švýcarského kantonu Valais, v okrese Visp. Žije zde přibližně 1 300 obyvatel.

## Geografie

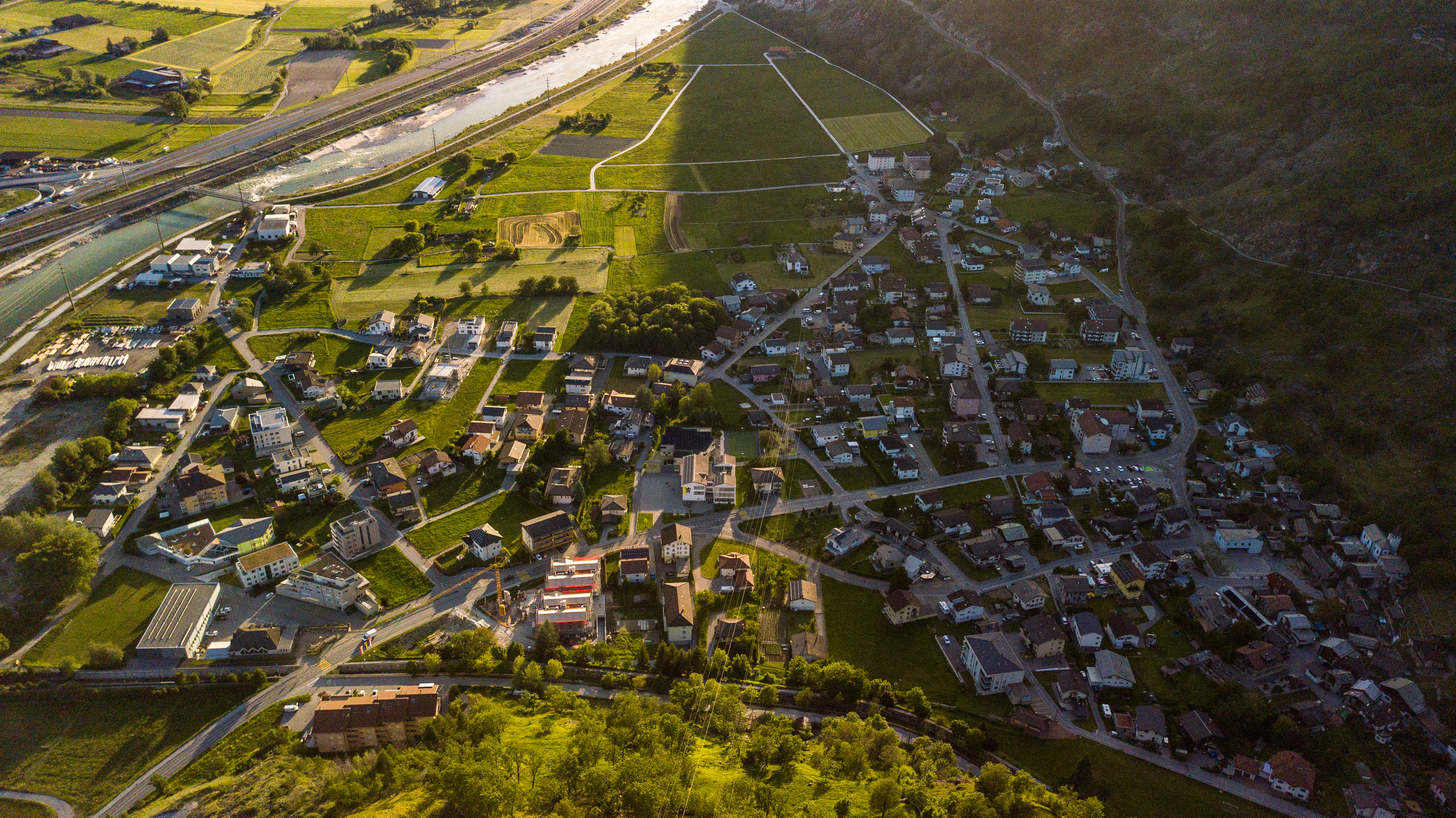
Pohled na obec z okolních vrchů

Obec Baltschieder leží na pravém břehu řeky Rhôny v centru horního Valais. Sousedí s městem Visp. Baltschieder je obcí ve Valais, která na konci 20. století zaznamenala největší nárůst počtu obyvatel. Počet obyvatel Baltschiederu se zdvojnásobil z 500 v roce 1981 na 1000 v roce 1997. Tento nárůst počtu obyvatel byl doprovázen prudkou stavební aktivitou, zejména na dně údolí směrem na západ. K 31. prosinci 2021 měla obec 1318 obyvatel.
Vnitřní část obce leží při vyústění údolí Baltschiedertal se stejnojmenným potokem, který v roce 2000 přinesl obci problémy v podobě záplav. Části území obce, zejména Baltschiedertal, leží v oblasti horského regionu Jungfrau-Aletsch-Bietschhorn, který je od roku 2002 zapsán na seznamu světového přírodního dědictví UNESCO (oblast Švýcarské Alpy Jungfrau-Aletsch). Na horním konci Baltschiedertalu se nacházejí ledovce Baltschiedergletscher, z nichž většina leží na území obce.

## Historie
Obec je poprvé zmiňována v roce 1224 jako Ponczirrum; roku 1286 se pak objevuje název Balschyedro. Obec, kterou spravovali dva vladykové, si sama udělila v roce 1470 statut samostatné obce. Kaštel Baltschieder-Gründen patřily až do roku 1798 občanům Vispu. Kaple postavená v roce 1588 byla přestavěna v letech 1636–1643 a 1740–1766 a je zasvěcena svatému Šebestiánovi. V 19. a 20. století se v údolí Baltschiedertal těžil molybden, od roku 1986 je těžba zastavena. Od r. 1825 a znovu od r. 1860 se ve velkém rozsahu upravoval tok Rhôny. Po povodni v roce 2000 musela být obec na několik týdnů evakuována.

## Obyvatelstvo

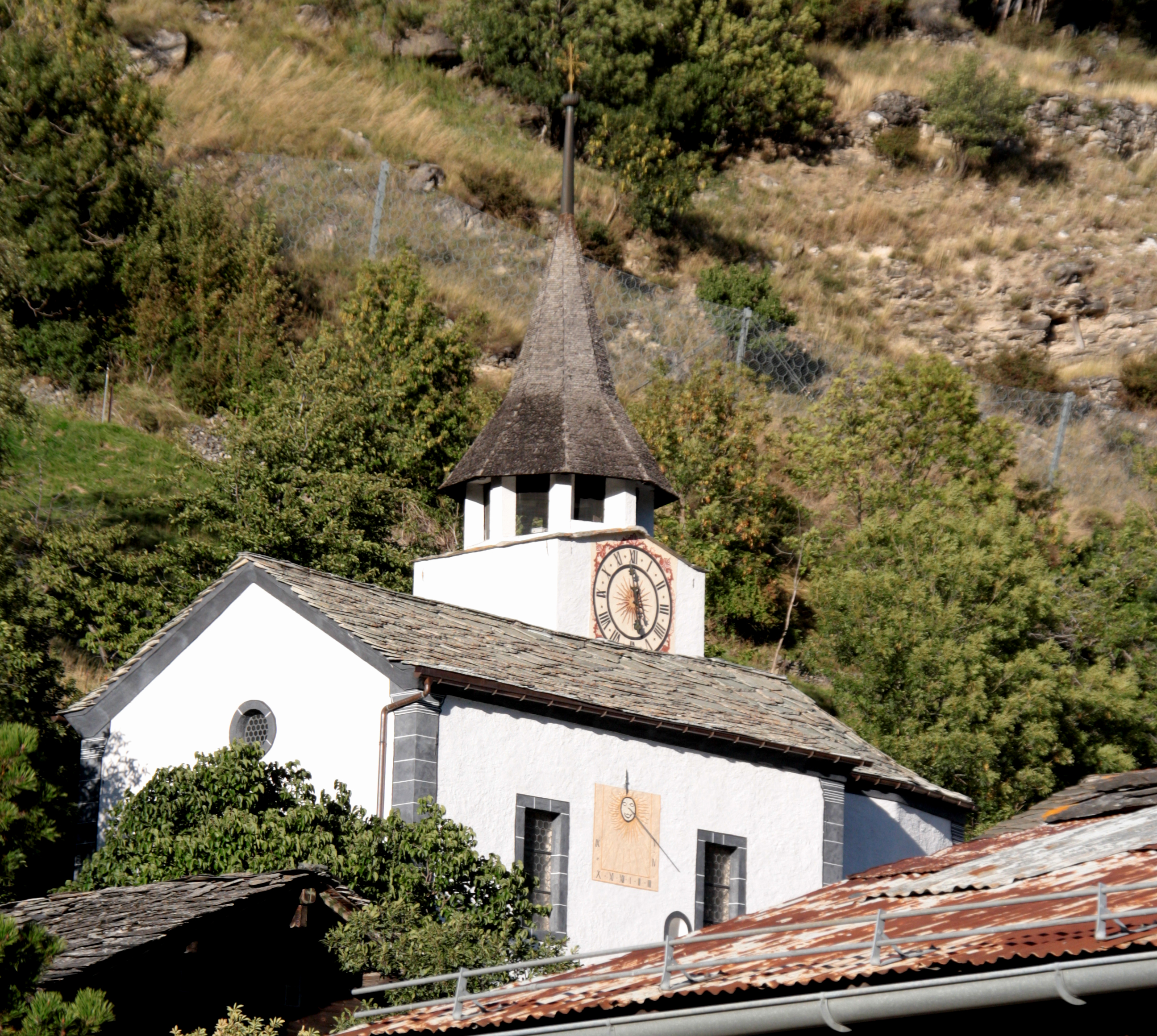
Kaple

| Vývoj počtu obyvatel | Vývoj počtu obyvatel | Vývoj počtu obyvatel | Vývoj počtu obyvatel | Vývoj počtu obyvatel            | Vývoj počtu obyvatel | Vývoj počtu obyvatel | Vývoj počtu obyvatel | Vývoj počtu obyvatel | Vývoj počtu obyvatel | Vývoj počtu obyvatel | Vývoj počtu obyvatel |
| -------------------- | -------------------- | -------------------- | -------------------- | ------------------------------- | -------------------- | -------------------- | -------------------- | -------------------- | -------------------- | -------------------- | -------------------- |
| Rok                  | 1818                 | 1850                 | 1900                 | 1910                            | 1950                 | 2000                 | 2010                 | 2012                 | 2014                 | 2016                 |                      |
| Počet obyvatel       | 98                   | 112                  | 190                  | 357 (stavba Lötschberské dráhy) | 358                  | 1050                 | 1209                 | 1237                 | 1292                 | 1308                 |                      |

## Doprava
Obec leží mimo hlavní silnice, nedaleko od kantonální hlavní silnice č. 9, která plynule navazuje na dálnici A9.
Nejbližší železniční stanice se nachází ve Vispu (Matterhorn Gotthard Bahn, bývalá BVZ Zermatt-Bahn, a SBB), další zastávka pak v Eggerbergu na Lötschberské dráze.